# Bói cá Amazon
Chloroceryle amazona là một loài chim trong họ Alcedinidae.
Đây là một loài chim định cư sinh sản ở vùng đất thấp của vùng nhiệt đới Mỹ từ miền nam Mexico về phía nam qua Trung Mỹ tới Bắc Argentina, có ít nhất một con chim đã đi lạc phía bắc Texas. Ghi nhận từ Trinidad được cho là có sai sót.
Loài bói cá này sinh sản bên các con suối. Tổ của chúng không được lót và nằm trong một hang ngang bên bờ sông, hang dài lên đến 1,6 m dài và rộng 10 cm. Chim mái đẻ ba, đôi khi bốn quả trứng màu trắng.

## Hình ảnh

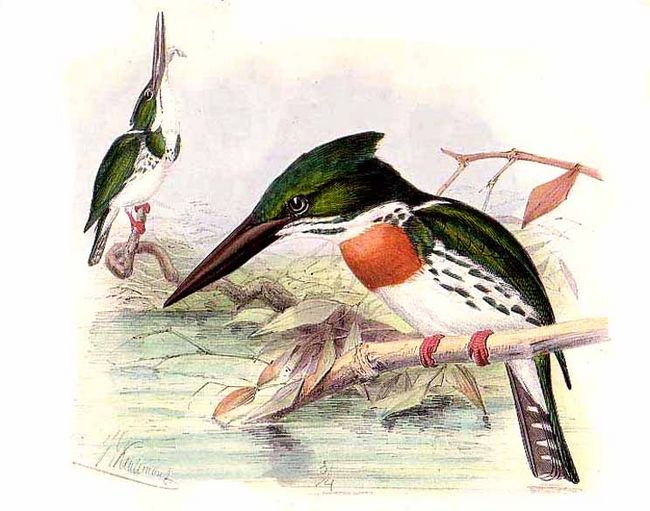
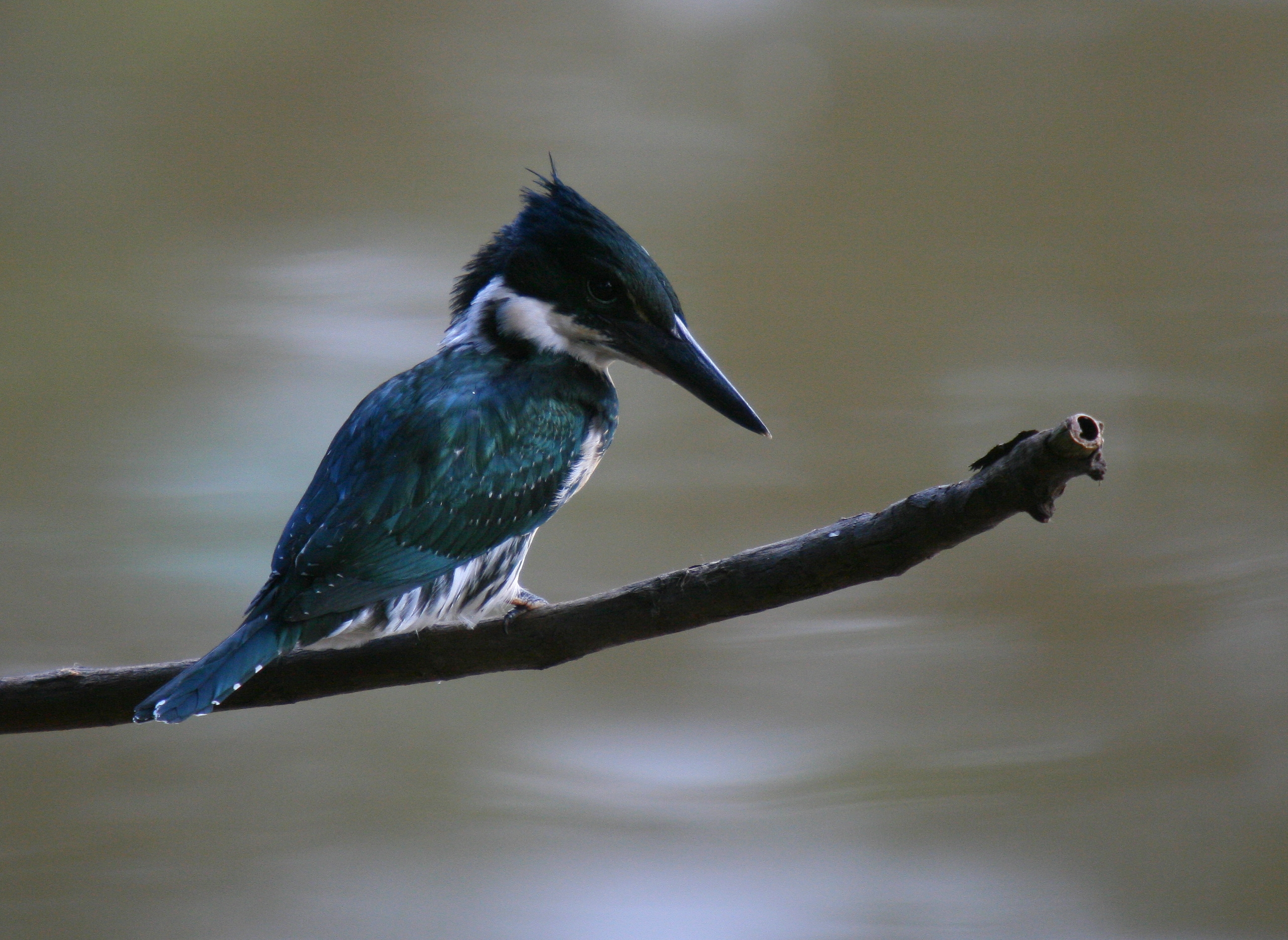
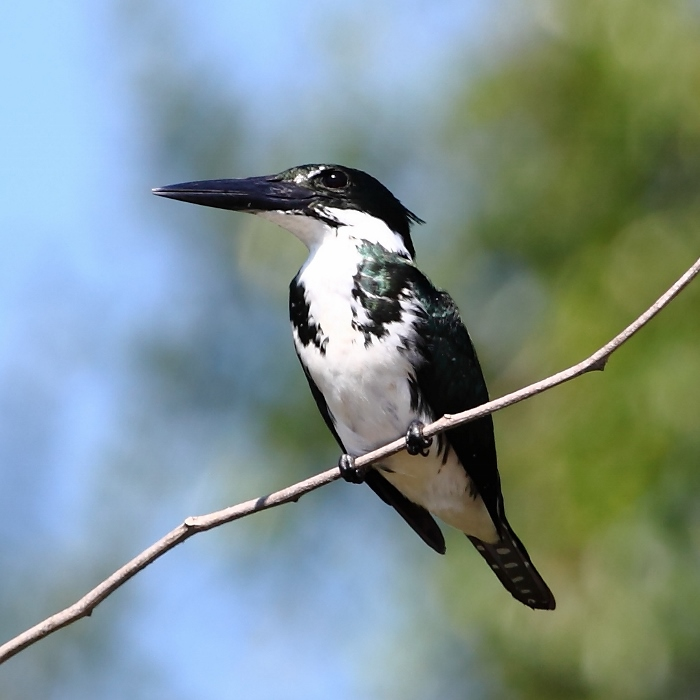
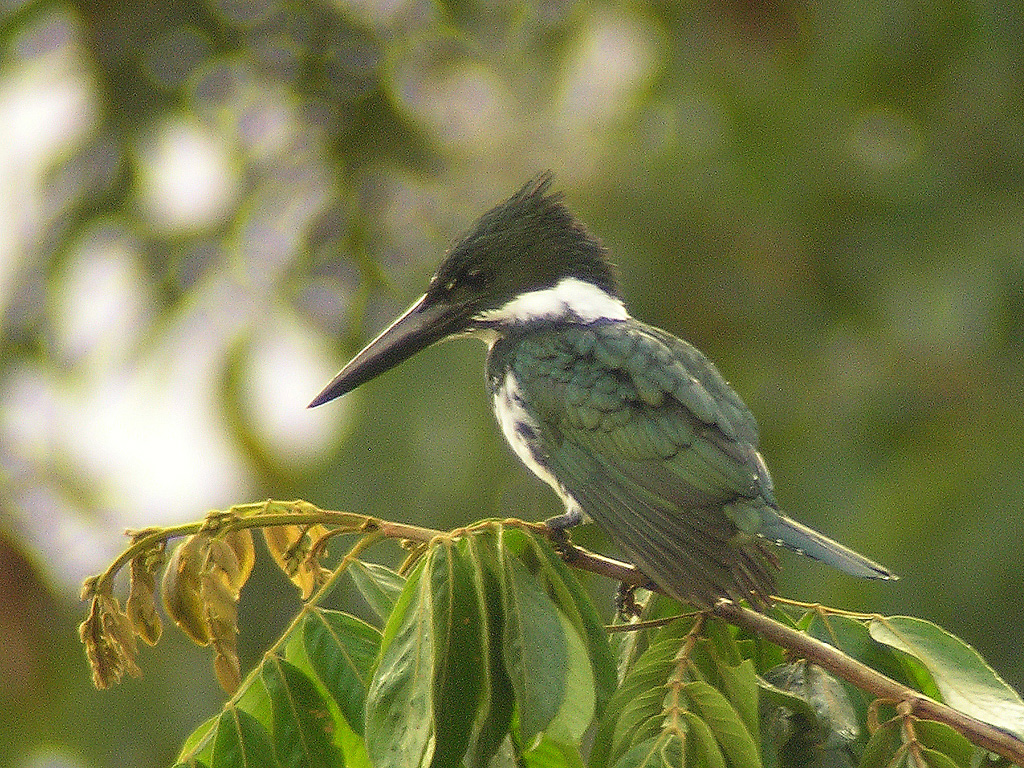